# Pepe Gutiérrez-Álvarez
José Gutiérrez-Álvarez (La Puebla de Cazalla, provincia de Sevilla, 1946) es un escritor y político marxista español. 

## Biografía
En 1960 emigró junto a sus padres a Hospitalet de Llobregat, una de las ciudades industriales del cinturón rojo de Barcelona. Participó en las primeras Comisiones Obreras juveniles, y vivió en Francia entre 1968 y 1971, donde militó en la LCR de aquel país. De vuelta a Cataluña, fue militante de la Liga Comunista Revolucionaria, escribiendo en las páginas culturales de Combate e Inprecor, así como en Diario de Barcelona, La Voz de Euskadi y Liberación. Así mismo colaboró con la editorial Fontamara. También fue delegado sindical de CCOO en la sanidad pública. 
Firma en revistas como Tiempo de Historia, Historia 16, Historia y Vida, L’Avenç y Cahiers Léon Trotsky. Ha escrito tres biografías, sobre León Trotski, George Orwell y Nelson Mandela respectivamente. Escribió sus memorias en Memorias de un bolchevique andaluz, relató un conflicto huelguístico en Miniwatt-Philips, la memoria obrera y recordó a los dirigentes del POUM de los años 30 en Retratos poumistas. Su último libro publicado es La cuestión Orwell. 
Actualmente es un activo miembro de la Fundación Andreu Nin y militante de Izquierda Anticapitalista. Escribe artículos políticos y críticas de cine regularmente en Kaos en la Red y otras páginas de la izquierda.